# Ugo Chiti
Pour les articles homonymes, voir Chiti et Chiti (homonymie).
Ugo Chiti, né le 13 février 1943 à Tavarnelle Val di Pesa (province de Florence, en Italie), est un scénariste et réalisateur italien.

## Filmographie

### Réalisateur
- 1996 : Albergo Roma (it)
- 1998 : La seconda moglie (it)

### Acteur
- 1964 : La ragazza : Arnaldo (non crédité)

### Directeur artistique
- 1981 : Ad ovest di Paperino
- 1986 : Stregati
- 1987 : Maramao
- 1988 : Caruso Pascoski di padre polacco
- 1989 : Willy Signori e vengo da lontano

### Costumier
- 1981 : Ad ovest di Paperino
- 1982 : Madonna che silenzio c'è stasera
- 1987 : Maramao
- 1990 : Benvenuti in casa Gori

### Scénariste
- 1989 : Willy Signori e vengo da lontano
- 1990 : Benvenuti in casa Gori
- 1991 : Donne con le gonne
- 1991 : Zitti e mosca
- 1993 : Caino e Caino
- 1993 : Per amore, solo per amore
- 1994 : Belle al bar (Elle ou lui)
- 1994 : OcchioPinocchio
- 1995 : Ivo il tardivo
- 1996 : Albergo Roma
- 1996 : Ritorno a casa Gori
- 1996 : Silenzio si nasce
- 1996 : The Barber of Rio
- 1998 : I volontari
- 1998 : The Second Wife
- 2000 : Io amo Andrea
- 2001 : Caruso, zero in condotta
- 2002 : L'Étrange Monsieur Peppino
- 2003 : Ti spiace se bacio mamma?
- 2005 : Leçons d'amour à l'italienne
- 2007 : Manuale d'amore 2 (Capitoli successivi)
- 2007 : SMS - Sotto mentite spoglie
- 2008 : Gomorrah
- 2008 : Mar nero
- 2008 : No problem (it)
- 2009 : Italians
- 2010 : Genitori & figli - Agitare bene prima dell'uso
- 2010 : L'Erede - The Heir
- 2010 : La Pecora nera
- 2011 : L'amour a ses raisons
- 2012 : Reality
- 2013 : Aspirante vedovo
- 2013 : L'Ultima ruota del carro
- 2014 : Una donna per amica
- 2015 : Basta poco
- 2015 : Tale of Tales (Il racconto dei racconti)
- 2016 : La stoffa dei sogni
- 2016 : On Air : Storia di un Successo
- 2017 : Si muore tutti democristiani (it)
- 2018 : Aria
- 2018 : Dogman
- 2018 : Quanto basta (it)
- 2019 : Tra le onde
- 2020 : La Vie devant soi (La vita davanti a sé) d'Edoardo Ponti
- 2022 : La stranezza de Roberto Andò

## Distinctions
- Prix du cinéma européen du meilleur scénariste 2008 pour Gomorra
- David di Donatello 2019 : meilleur scénario original pour Dogman
- David di Donatello 2023 : meilleur scénario original pour La stranezza
- (en) Ugo Chiti: Awards, sur l'Internet Movie Database